# Arnolt Schlick
Arnolt Schlick (1460 circa – 1521?) è stato un organista e compositore tedesco.

## Biografia
Le notizie sulla sua vita sono frammentarie e poco numerose. Si pensa che sia stato originario della regione di Heidelberg, ipotesi appoggiata sul fatto che i suoi scritti erano realizzati in un dialetto di quella regione. Divenne cieco verso la fine della sua vita.
È noto per aver suonato nel periodo dell'arrivo dell'arciduca Massimiliano a Francoforte nel 1486 e che andò nei Paesi Bassi fra il 1490 ed il 1491, probabilmente per sfuggire alla peste che devastava la regione di Heidelberg. Negli anni 1490 visitò Strasburgo e Worms, e durante il seguente decennio fu molto attivo come esperto organaro.
Dopo il 1516 fu organista alla Corte di Francoforte e alle dipendenze dell'elettore di Sassonia a Torgau. Probabilmente suonò in occasione dell'incoronazione di Carlo V ad Aquisgrana nel 1520, ma le fonti non sono sufficienti ad affermarlo in maniera certa. L'ultimo riferimento su Schlick riguarda la sua presenza nel 1521 ad Hagenau, dove sembra abbia prestato la sua consulenza su di un organo appena costruito.

## Opere
Arnolt Schlick è noto soprattutto per la pubblicazione, nel 1511, del suo libro intitolato «Spiegel der Orgelmacher und Organisten», il primo trattato in lingua tedesca sulla fabbricazione e la messa a punto degli organi. Esso è costituito da dieci capitoli, ed affronta argomenti come la dimensione, la forma, la costruzione del mantice, la produzione dell'aria e la metallurgia delle canne. Inoltre insegna l'arte di accordare lo strumento e consiglia l'ubicazione migliore nell'ambito dell'edificio in cui deve essere alloggiato.
Le sue composizioni comprendono opere per organo, liuto, alcune canzoni a quattro voci oltre a qualche messa andata perduta. Alcune delle sue composizioni, come ad esempio il Salve Regina a 5 voci, hanno caratteristiche compositive in anticipo sui tempi, prefigurando le musiche dei contrappuntisti posteriori come Jan Pieterszoon Sweelinck. In alcune delle sue opere per organo scrisse delle parti per il pedale molto elaborate, d'una complessità mai raggiunta se non nel XVII secolo.
Arnolt Schlick ebbe un ruolo fondamentale nella storia degli inizi della musica per organo in Germania. Molto richiesto in quanto esperto organaro, la sua cecità gl'impedì di partecipare direttamente alla costruzione degli strumenti e questo fu il motivo per cui operò a contatto molto stretto con i costruttori di organo nella veste di consigliere e progettista. Nel corso della sua vita inaugurò un gran numero di strumenti nuovi ed ebbe una grande influenza sui compositori dell'epoca. 
Il suo modo di tessere le linee contrappuntistiche intorno ad un cantus firmus, chiesto in prestito generalmente da temi di corali, può essere considerato come precursore dello sviluppo del preludio di corale. Arnolt Schlick è considerato come l'iniziatore della lunga stirpe di compositori che giunsero alla musica di J.S Bach più di due secoli più tardi.